# Aérodrome de Ruoms
L'aérodrome de Ruoms (code OACI : LFHF) se situe en Ardèche, dans la région Auvergne-Rhône-Alpes, principalement sur la commune de Labeaume, une petite partie au sud de la piste se trouvant sur celle de Saint-Alban-Auriolles.

## Situation
L'aérodrome est situé à 1 km au sud-ouest de Ruoms.

## Agrément
L'aérodrome de Ruoms fait partie de la liste n° 3 (aérodromes à usage restreint) des aérodromes autorisés au 31 janvier 2010 (décret : NOR : DEVA1012766K ). Réservé aux pilotes d'avions ou de planeurs à dispositif d'envol incorporé reconnus aptes à utiliser l'aérodrome par un instructeur ou par le directeur de la sécurité de l'aviation civile Centre-Est. Utilisable par les autres aéronefs dans des conditions définies par le directeur de la sécurité de l'aviation civile Centre-Est.

## Utilisation
En plus des restrictions dues à l'agrément usage restreint, l'aérodrome est interdit aux ULM non-munis de radio.
L'aérodrome n'est pas agréé pour le VFR de nuit.

## Infrastructures
L'aérodrome est doté d’une piste en herbe orientée nord-sud 18/36 (QFU 184/004) de 650 m de long sur 50 m de large.
L'aérodrome n'a pas de balisage lumineux et n'est donc pas agréé pour le VFR de nuit, ni IFR.
Il n'y a ni douanes, ni police, ni de ravitaillement mais un SSLIA (Service de sauvetage et de lutte contre l'incendie des aéronefs sur les aérodromes) de niveau 1.
Pas de service de contrôle, le trafic s'effectue sur la fréquence d'auto-information : 123.500 Mhz.
Le gestionnaire de l'aérodrome est : l'aéroclub de l'Ardèche.

## Rattachements
Ruoms est un petit aérodrome ne disposant pas de services de la DGAC. Pour l'information aéronautique, la préparation des vols et le dépôt des plans de vol il est rattaché au BRIA (Bureau régional d'information aéronautique) de l'aéroport de Lyon-Saint-Exupéry. Le suivi des vols sous plan de vol et le service d'alerte sont assurés par le BTIV (Bureau de télécommunications et d'information de vol) du Centre en route de la navigation aérienne Sud-Est situé à Aix-en-Provence.

## Aéroclubs

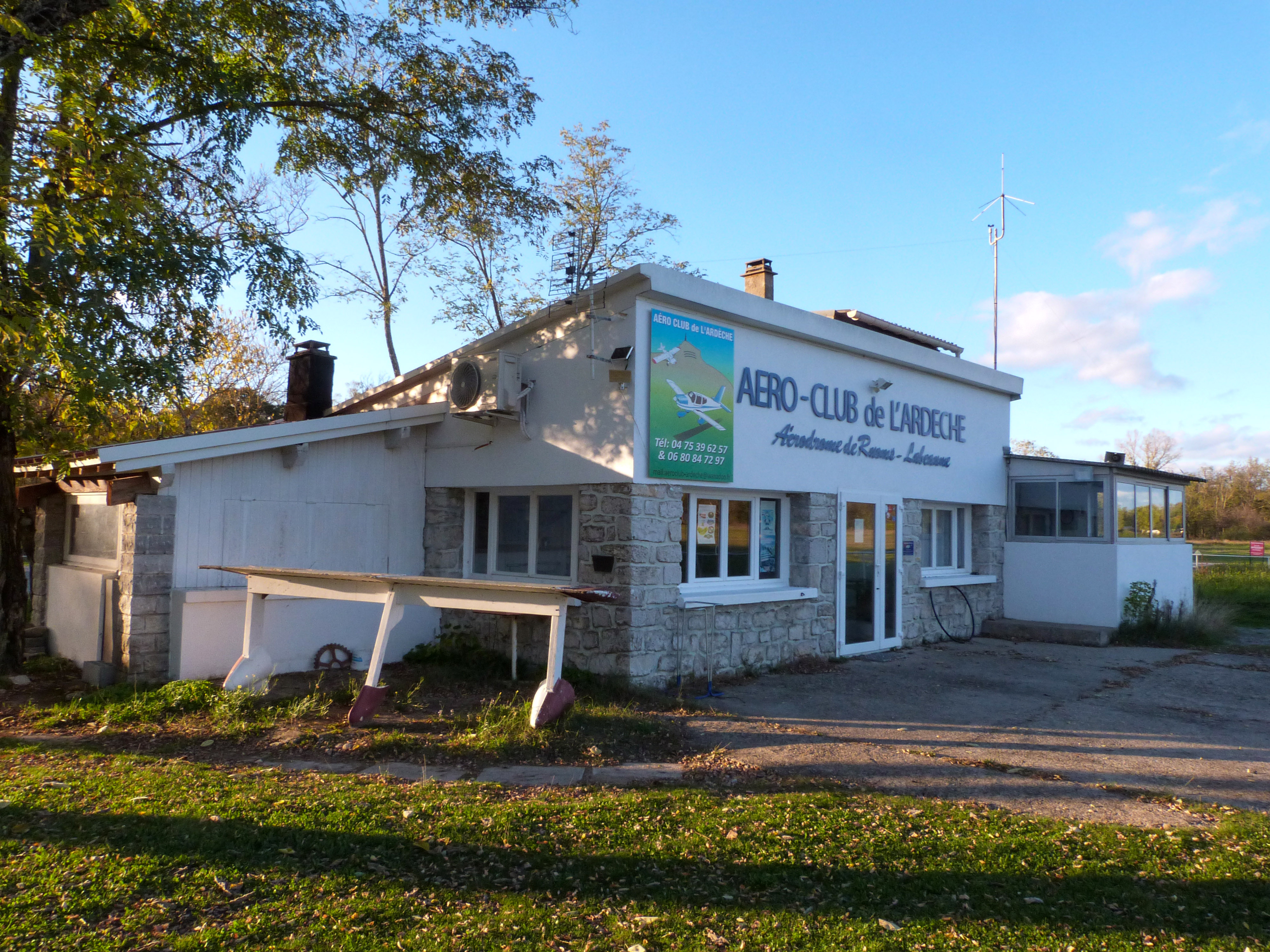
Bâtiment de l'aéroclub.

L'aéroclub de l'Ardèche est basé sur cet aérodrome.